# NGC 1828
NGC 1828 (również ESO 56-SC54) – gromada otwarta, znajdująca się w gwiazdozbiorze Złotej Ryby. Należy do Wielkiego Obłoku Magellana. Odkrył ją John Herschel 23 grudnia 1834 roku.